# Dallas Cowboys
O Dallas Cowboys é uma franquia profissional de futebol americano sediada na Metroplex de Dallas-Fort Worth, Texas. A equipe compete na National Football League (NFL) pela divisão leste da Conferência Nacional.
Avaliada no ano de 2023 em US$ 9 bilhões de dólares pela Forbes, os Cowboys são franquia esportiva mais valiosa do planeta, também possuindo a maior revenda em merchandising da liga, atingindo a marca de US$ 1 bilhão em 2021. Além disso, lidera a liga em média de público em partidas em casa desde 2009, ano de inauguração do estádio onde manda seus jogos, o AT&T Stadium, em Arlington, Texas.
Fundada em 1960 como uma equipe na expansão da liga, pelo petroleiro Clint Murchsion Jr, é considerada uma das franquias mais vencedoras e populares da NFL. Atrás apenas do New England Patriots, com onze aparições, está empatada com Pittsburgh Steelers e Denver Broncos em maior número de participações em Super Bowls, com oito vezes, tendo vencido em cinco ocasiões – 1971, 1977, 1992, 1993 e 1995. E está empatado com o San Francisco 49ers na segunda colocação de maior quantidade de títulos, atrás apenas de Pittsburgh Steelers e New England Patriots, com seis títulos. Por fim, junto ao Green Bay Packers, é a equipe que mais tem participações na pós-temporada da liga, com trinta e cinco no total.

## História

### Fundação
Antes da formação do Dallas Cowboys, não havia uma equipe da NFL ao sul de Washington, DC desde que o Dallas Texans se desfez em 1952. Por esta razão, o petroleiro Clint Murchison Jr. tentava conseguir uma equipe para a expansão em Dallas, Texas  - tal como como Lamar Hunt, que acabou com uma franquia na AFL. Todavia, George Preston Marshall, proprietário do Washington Football Team, na época conhecido por Redskins, tinha um monopólio no Sul, e por conta de desentendimentos anteriores com Murchsion, tentaria se opor a qualquer franquia do rival em Dallas.
Alguns anos antes de 1960 - ano da formação do Cowboys - Murchison havia tentado comprar a franquia então nomeada Washington Redskins de Marshall em 1958. Prestes a fecharem o acordo, George resolveu propor uma mudanças nos termos, enfurecendo Clint, levando-o a cancelar a compra, moldando assim um clima tenso entre os dois. Para que Murchsion concretizasse sua vontade de fundar uma nova franquia de futebol americano, era necessária uma aprovação unânime entre todos os proprietários de equipes da National Football League naquela época e, por conta das brigas, Marshall iria tentar impedir a entrada de Murchsion como proprietário.
Sendo assim, a conclusão desta situação seria a não expansão da National Football League em Dallas por Clint, porém, Marshall teve uma briga com o líder da banda de músicos do Redskins, Barnee Breskin, compositor da canção “Hail to the Redskins”, juntamente a esposa de Marshall, que havia escrito a letra. Ciente da disputa entre os dois magnatas, Breskins, que detinha os direitos da música, resolveu vende-la à Murchison por US$2.500.

### Era Tom Landry

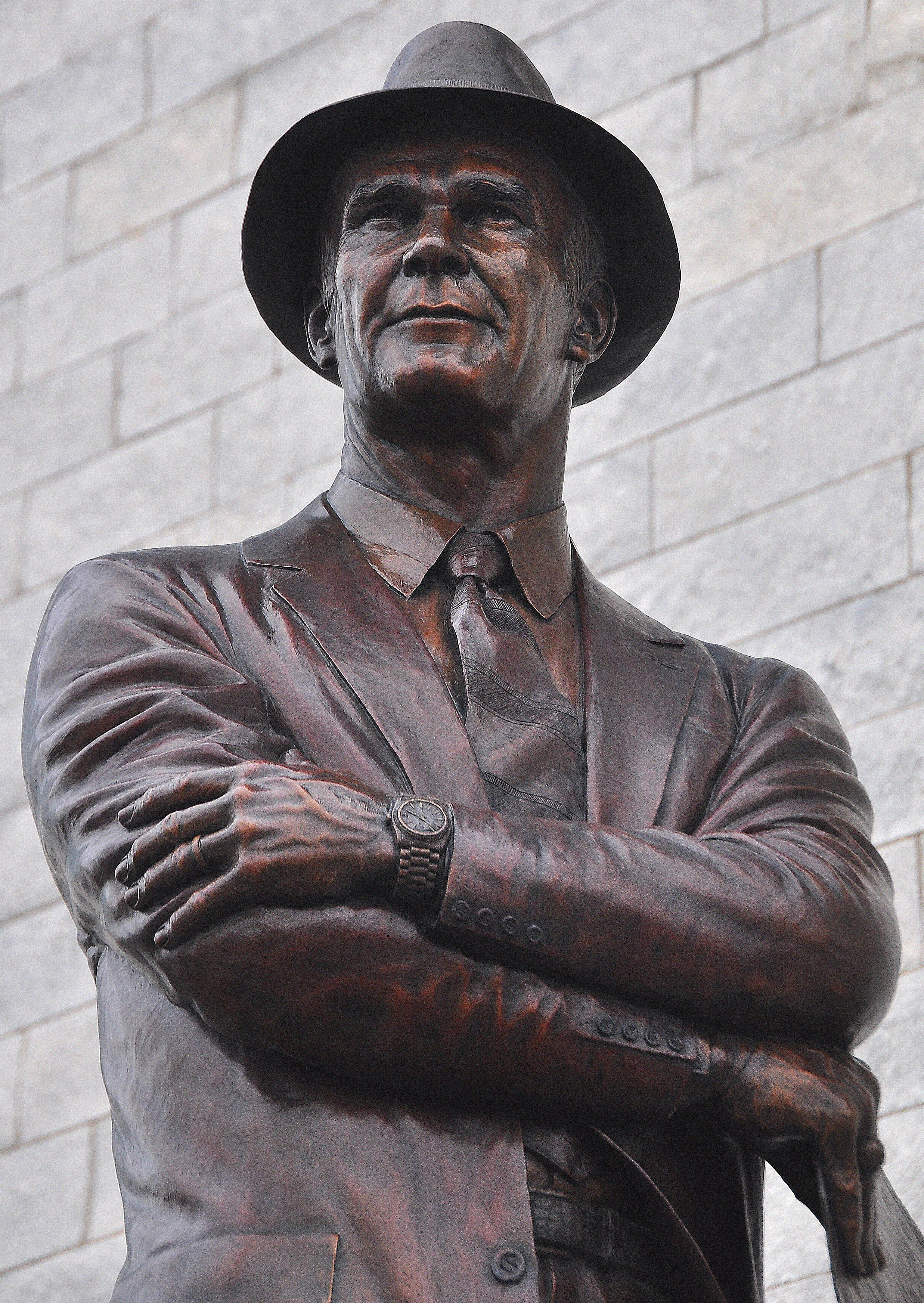
Estátua de Tom Landry no lado de fora do AT&T Stadium.

Após a formação da franquia, Clint Murchison Jr, convidou Tex Schrmann para assumir o posto de presidente e general manager na franquia, além do coordenador defensivo do New York Giants e nascido no Texas, Tom Landry, para a posição de treinador principal.

### Década de 1970

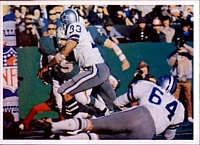
Os Cowboys jogando contra os Dolphins no Super Bowl VI.

De 1970 a 1979, os Cowboys ganharam 105 jogos da temporada regular, mais do que qualquer outra franquia da NFL durante esse período. Além disso, apareceram em 5 Super Bowls vencendo 2, na temporadas regulares de 1971 e 1977.

### Década de 1980
Danny White se tornou o quarterback titular dos Cowboys em 1980, depois que o quarterback Roger Staubach se aposentou. Apesar de possuir um recorde de 12-4 em 1980, o Cowboys entraram nos playoffs como Wild Card. Na rodada de abertura dos playoffs da NFL de 1980-81, eles se vingaram de sua eliminação dos playoffs do ano anterior ao derrotar os Rams. Na Rodada Divisional venceram os Falcons por 30-27. Já na final da NFC eles enfrentaram seu rival de divisão Philadelphia, equipe que foi vencida por eles duas vezes durante a temporada regular, porém os Eagles venceram o seu primeiro campeonato da conferência, contudo perderam o Super Bowl para o Oakland Raiders.
A temporada de 1981 trouxe o décimo segundo título de divisão para os Cowboys. Eles entraram nos playoffs da NFL de 1981-82 como seed 2. Seu primeiro jogo da pós-temporada foi uma excelente vitória em cima do Tampa Bay Buccanners por 38-0, já na final de conferência, os Cowboys enfrentariam o San Francisco 49ers. Apesar de ter começado o último quarto vencendo por 27-21, eles perderiam para os 49ers por 28-27. O Quarterback Joe Montana dos 49ers conduziu sua equipe a um touchdown que venceria o jogo com um passe de 89 jardas para Dwight Clark em um jogada que ficaria mais tarde ficaria conhecida como "The Catch".

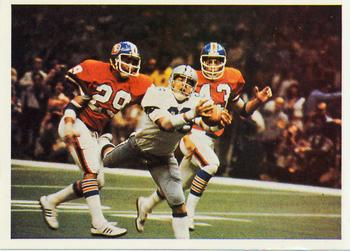
Os Cowboys jogando contra os Broncos no Super Bowl XII.

A temporada de 1982 foi encurtada após uma greve de jogadores. Com um recorde de 6-3, Dallas chegou aos playoffs de 1982-83 pela 8ª temporada consecutiva, onde eliminariam os Buccaneers por 30-17 na rodada de Wild Card além de despachar os Packers por 37-26 na rodada Divisional para avançar para o seu terceiro jogo de final de Conferência. As 3 vezes não foram muito boas para os Cowboys, que desta vez, perderam para seu rival de divisão Washington Redskins por 31-17. Nesta temporada os Redskins foram vencedores do Super Bowl XVII após eliminar os Cowboys.
Na temporada 1983, os Cowboys tiveram o recorde de 12-4 e se classificaram mais uma vez para os playoffs, mas foram derrotados em casa no Wild Card pelos Rams 24-17. Antes da próxima temporada de 1984, H.R. "Bum" Bright  comprou os Dallas Cowboys de Clint Murchison,Jr, e Dallas teve um recorde de 9-7 naquela temporada, mas perdeu a vaga nos playoffs pela primeira vez em 10 temporadas. Já em 1985, os Cowboys tiveram um recorde de 10-6, ganharam o título de divisão, mas perderam no Divisional Round para os Rams por 20-0.
Tempos difíceis viriam para os Cowboys nos próximos três anos tendo recordes de 7-9 em 1986, 7-8 em 1987, e 3-13 em 1988. Durante este período, Bright tornou-se desencantado com a equipe. Durante a crise de Poupança e Empréstimo, a equipe e o Poupança e Empréstimo do Sr. Bright foram assumidos pela Federal Savings and Loan Insurance Corporation (FSLIC). Durante uma embaraçosa derrota em casa contra Atlanta em 1987, Bright disse à imprensa que estava "horrorizado" com o treinador Tom Landry. Tempos depois, o FSLIC obrigou o Sr. Bright a vender os Cowboys a Jerry Jones em 25 de fevereiro de 1989.
Jones imediatamente demitiu Tom Landry, o principal e único treinador na história da franquia até então, 25 anos depois do ocorrido, Jerry afirmou que se arrependia de ter demitido Tom. Kimmy Johnson, treinador da Universidade de Miami, foi contratado como técnico. Com a primeira escolha no draft, os Cowboys selecionaram o quarterback da Universidade da Califórnia em Los Angeles (UCLA), Troy Aikman. Mais tarde, no mesmo ano, o Cowboys trocaram o veterano Herschel Walker com o Minnesota Vikings por cinco jogadores veteranos e oito seleções de draft. Embora os Cowboys terminassem a temporada de 1989 com um recorde de 1-15, o pior em 30 anos, a conhecida "The Trade", mais tarde permitiu à Dallas elaborar uma estratégia e contratar uma série de jogadores de impacto para reconstruir a equipe.

### Década de 1990
Johnson rapidamente retornou os Cowboys para a elite da NFL com uma série de jogadores escolhidos no draft em anos subsequentes, começando principalmente pelo Fullback Daryl Johnston e o Center Mark Stepnoski em 1989, o Running back Emmitt Smith em 1990, o Tackle defensivo Russell Maryland e o Tackle ofensivo Erik Williams em 1991, Darren Woodson em 1992. Os jovens talentos juntaram-se a remanescentes da era Landry como: veterano Michael Irvin, o Guard Nate Newton, o Linebacker Ken Norton Jr, o Lineman ofensivo, Mark Tuinei e Jim Jeffcoat além de outros veteranos como o Tight end Jay Novacek e o Defensive end Charles Haley.

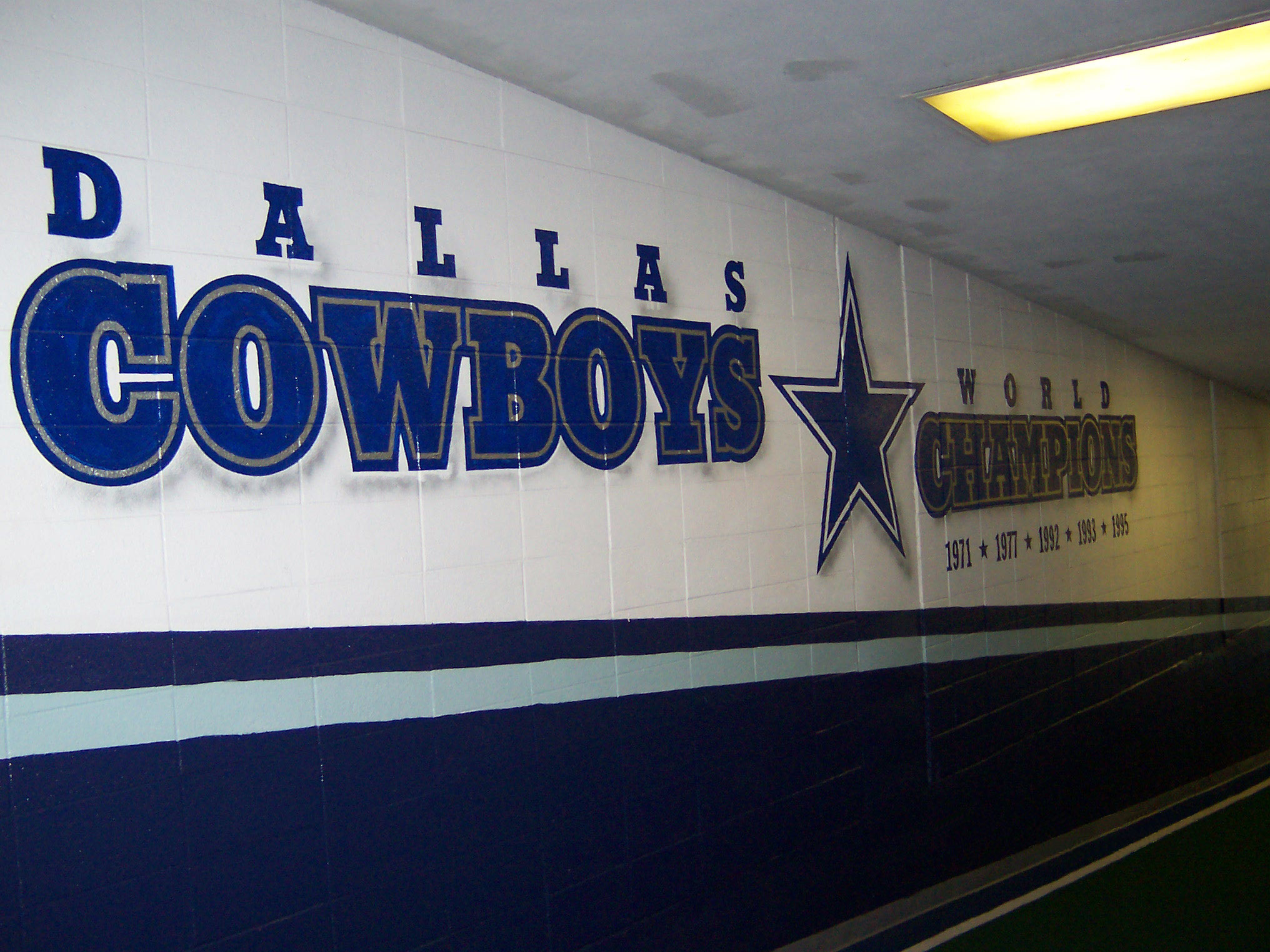
Mural dos cinco títulos mundiais

As coisas começaram a melhorar para a franquia em 1990. Na semana 1, Dallas venceu seu primeiro jogo em casa desde setembro de 1988, quando derrotou o San Diego Chargers por 17-14. Nos próximos 9 jogos, Dallas ficaria 2-7  porém ao ganhar 4 de seus últimos 6 jogos, Dallas conseguiu ficar em 4º lugar na NFC, com um recorde de 7-9.
Em 1992, Dallas estabeleceu um recorde de equipe para vitórias na temporada regular com uma marca de 13-3. Nos playoffs, eles tiveram uma primeira rodada antes de enfrentar o rival de divisão Philadelphia Eagles. Os Cowboys venceram o jogo por 34-0 para avançar para o NFC Conference Championship pela primeira vez em 10 anos. Em 17 de janeiro de 1993, os Cowboys foram ao Candlestick Park e derrotaram os 49ers por 30-20 para conquistar sua vaga no Super Bowl desde 1978.
Dallas derrotou o Buffalo Bills por 52-17 no Super Bowl XXVII, durante o qual forçou um recorde de nove turnovers. Johnson tornou-se o primeiro treinador a conquistar um campeonato nacional de futebol universitário e uma vitória do Super Bowl no futebol profissional.
Apesar de começar a temporada com um recorde de 0-2 em 1993, eles novamente derrotaram o Buffalo Bills no Super Bowl XXVIII por 30-13 (tornando-se o primeiro time na história da NFL a ganhar um Super Bowl após o início de 0-2). Dallas enviou um recorde de 11 jogadores para o Pro Bowl em 1993: Aikman, Thomas Everett, Irvin, Johnston, Maryland, Newton, Norton, Novacek, Smith, Stepnoski e Williams.

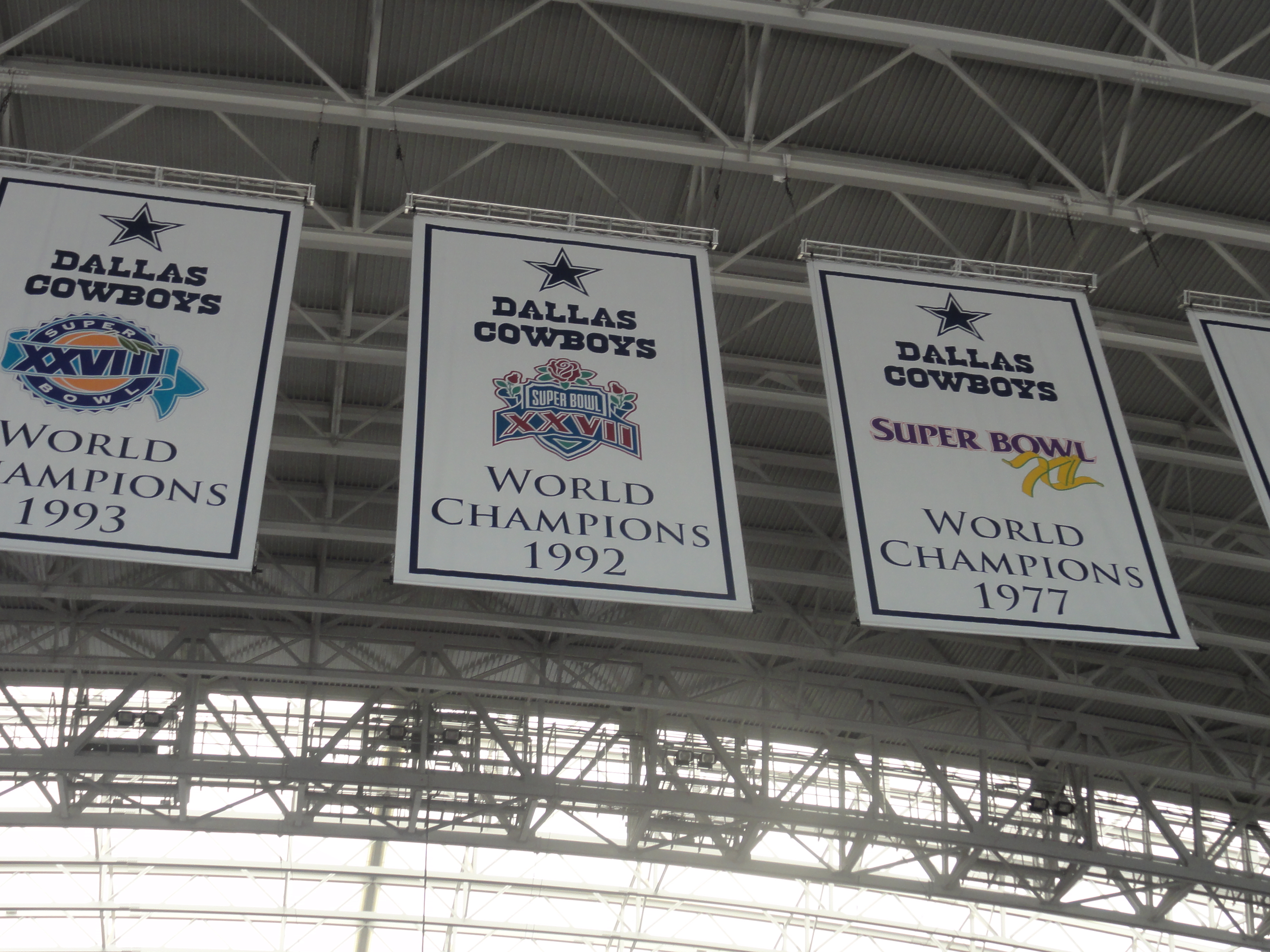
Banners dos títulos do Dallas Cowboys dentro do AT & T Stadium.

Apenas algumas semanas após o Super Bowl XXVIII, no entanto, o atrito entre Johnson e Jones culminou em Johnson atordoando o mundo do futebol anunciando sua renúncia. Jones então contratou o ex-técnico da Universidade de Oklahoma, Barry Switzer, para substituir Johnson. Os Cowboys terminaram com um recorde de 12-4 em 1994. Eles mais uma vez foram para os playoffs e derrotaram Green Bay por 35-9 na Rodada Divisional. Eles perderam para os 49ers no NFC Championship Game por 38-28.
Antes do início da temporada de 1995, Jerry Jones atraiu Deion Sanders, o cornerback All-Pro, vindo de San Francisco. Dallas começou a temporada em 4-0. Emmitt Smith estabeleceu um recorde da NFL com 25 touchdowns na temporada. Eles terminaram a temporada com um recorde de 12-4, se classificando para os playoffs. Na rodada Divisional, eles despacharam o rival da divisão, Eagles, por 30-11, para avançar para o seu quarto jogo consecutivo da NFC Conference Championship, no qual derrotaram o Green Bay por 38-27.
No Super Bowl XXX, os Cowboys derrotaram o Pittsburgh Steelers por 27-17 no Sun Devil Stadium, ganhando o quinto título de Super Bowl. Switzer se juntou a Johnson como os únicos treinadores a ganhar um campeonato nacional de futebol americano universitário e um Super Bowl.
Os dias de glória dos Cowboys estavam começando a ter seu fim quando a idade e as lesões começaram a cobrar seu preço. Michael Irvin foi suspenso pela liga nos primeiros cinco jogos de 1996, após uma prisão relacionada a drogas; Ele voltou depois que os Cowboys começaram a temporada 2-3. Eles terminaram a temporada regular com um recorde de 10-6, ganharam o título da NFC East. Eles derrotaram Minnesota por 40-15 no Wild Card, mas foram eliminados na rodada Divisional dos playoffs pelo Carolina Panthers por 26-17.
Os Cowboys tiveram um recorde de 6-10 em 1997, com problemas fora do campo se tornando grandes distrações. Como resultado, Switzer renunciou ao cargo de treinador em janeiro de 1998 e o ex-coordenador ofensivo dos Steelers, Chan Gailey, foi contratado para ocupar o seu lugar.
Gailey levou o time a duas aparições nos playoffs com um recorde de 10-6 em 1998 e o título da NFC East, mas os Cowboys foram derrotados nos playoffs pelo Arizona Cardinals por 20-7.
Em 1999, Dallas teve um recorde de 8-8, (durante o qual, Irvin sofreu uma lesão espinhal em um jogo contra o Philadelphia Eagles.) terminando a temporada com uma derrota nos playoffs para o Minnesota Vikings por 27-10 Chan Gailey foi demitido e se tornou o primeiro treinador dos Cowboys que não levou a equipe a um Super Bowl.

### Década de 2000
O coordenador defensivo Dave Campo foi promovido a treinador para a temporada de 2000. Pouco antes da temporada começar, o cornerback Deion Sanders saiu da equipe após 5 temporadas. Ele assinou mais tarde com o rival de divisão Washington Redskins. Na Semana 1, os Cowboys foram derrotados por 41-14 pelo Philadelphia Eagles. Esse jogo se tornou muito caro quando o veterano quarterback Troy Aikman sofreu uma grave concussão que acabou de vez com a sua carreira. O Quarterback Randall Cunningham preencheu à vaga de Aikman para o resto da temporada. Os Cowboys terminaram a temporada em 4º lugar com um recorde de 5-11. Os únicos destaques de 2000 foi Emmitt Smith tendo sua décima temporada consecutiva correndo para 1.000 jardas e duas vitórias contra o Washington Redskins.
A temporada de 2001, foi outro ano duro em Dallas. Aikman foi dispensado da equipe e ele se aposentou devido às concussões na temporada anterior. Jerry Jones assinou com o QB Quincy Carter na segunda rodada do draft deste ano. Ainda havia Ryan Leaf, Anthony Wright e Clint Stoerner competindo pela posição de quarterback naquela temporada, mas quem ficou com a titularidade foi o quarterback calouro. Dallas terminou novamente com um recorde de 5-11 e com o último lugar na NFC East, porém venceram os dois jogos contra o Washington Redskins pela quarta vez consecutiva.
Antes da temporada de 2002, Dallas selecionou Roy Williams com a oitava escolha geral. O destaque de 2002 foi quando durante um jogo em casa contra o Seattle Seahawks, Emmitt Smith quebrou o recorde de jardas terrestres de todos os tempos da NFL. Dallas terminou com outro recorde de 5-11. O treinador, Dave Campo, foi imediatamente demitido como treinador no final da temporada.
Jones então retirou Bill Parcells da aposentadoria para treinar os Cowboys. Os Cowboys se tornaram a equipe surpresa da temporada de 2003, eles conseguiram vencer a divisão com um recorde de 10-6, mas perderam na rodada de Wild Card para o Carolina Panthers por 29-10.
Em 2004, Dallas não conseguiu replicar seu sucesso de 2003 e terminou com um recorde de 6-10. Quincy Carter foi dispensado durante a pré-temporada e foi substituído por Vinny Testaverde.
O Dallas teve um início de 7–3 na temporada de 2005, mas terminou a temporada em 3º lugar na divisão com um recorde de 9–7. Antes da temporada, os Cowboys contrataram o veterano Drew Bledsoe como quarterback.
2006 foi um ano interessante para os Cowboys. Antes da temporada, Dallas assinou com o agente livre Terrell Owens, que era talentoso e controverso. Os Cowboys começaram a temporada com um recorde de 3-2 e durante uma partida da semana 7, Drew Bledsoe, foi retirado do jogo e foi substituído pelo reserva Tony Romo. Romo foi incapaz de salvar esse jogo e Dallas perdeu por 38-22. No entanto, Romo foi nomeado o titular da equipe e conseguiu guiar a equipe para 5-1 em seus primeiros 6 jogos. Dallas terminou a temporada com um recorde de 9-7, em segundo lugar em sua divisão e se classificando para os playoffs. Nos playoffs, eles perderam para os Seahwaks por 21-20. Após a temporada, Parcells aposentou-se e foi substituído como treinador principal por Wade Phillips.
Dallas começou a temporada de 2007 com um estrondo. Eles começaram a temporada com um recorde de 12-1. Sua única derrota durante esse período veio contra o New England Patriots, que ficou invicta naquela temporada. Apesar de perder dois dos últimos três jogos na temporada regular, os Cowboys conquistaram seu primeiro título da NFC em 12 anos, o que também lhes garantiu uma vantagem na primeira rodada durante os playoffs. Os Cowboys perderam na rodada divisional por 21-17 para o eventual campeão do Super Bowl, New York Giants.
Em 2 de maio de 2009, as instalações de treinamento dos Dallas Cowboys entrou em colapso durante uma tempestade de vento. O colapso deixou doze jogadores e treinadores de Cowboys machucados. As lesões mais sérias foram do treinador Joe DeCamillis, que sofreu uma fratura na vértebra cervical e fez uma cirurgia, e Rich Behm, assistente da equipe, que ficou permanentemente paralisado da cintura para baixo depois que sua espinha foi cortada.

### 2010 - 2013
Depois de começar a temporada de 2010 em 1-7, Phillips foi demitido como treinador e foi substituído pelo coordenador ofensivo Jason Garrett como o treinador principal. Naquela temporada, eles terminariam com um recorde de 6-10.
Em 2011, os Cowboys escolheram no Draft o offensive tacke Tryon Smith, da Universidade do Sul da Caflifornía (USC). Dallas terminou a temporada com um recorde de 8-8. Eles estavam em posição de ganhar o NFC East, mas perderam para os Giants e Nova York ganhou a divisão. Os Giants iriam ganhar o Super Bowl XLVI.
Os Cowboys começaram a temporada de 2012 derrotando o campeão do Super Bowl, New York Giants, por 24-17, na noite de abertura da temporada. Dallas mais uma vez terminou a temporada com um recorde de 8-8.
Na temporada de 2013, Dallas começou a temporada derrotando os Giants pelo segundo ano consecutivo, desta vez por 36-31. Esse jogo foi a inauguração do AT & T Stadium. Dallas terminou com um recorde de 8-8 pelo terceiro ano consecutivo.

### 2014 - presente
Para começar a temporada de 2016, o QB Tony Romo sofreu uma lesão, e assim, o Quarterback novato Dak Prescott tornou-se o titular, enquanto Romo era esperado para ficar fora do time por 6-8 semanas. No jogo 1 contra o New York Giants, Dallas perdeu por um ponto. Mas Dallas venceu os próximos 3 jogos, surgindo então uma polêmica de quem seria o quaterback titular de Dallas, mas Prescott deixou claro que aquela era a equipe de Romo quando ele ficasse saudável. Mas quando Dallas venceu o Philadelphia Eagles, o Green Bay Packers  e o Pittsburgh Steelers, Romo fez um anúncio de que Prescott ganhou o direito de assumir o Dallas Cowboys como QB titular.
No jogo 10, Romo estava apto para jogar pela primeira vez nesta temporada e foi o QB reserva. Dallas venceu o Baltimore Ravens para ganhar seu 9º jogo consecutivo, estabelecendo um recorde da franquias de 8 jogos seguidos desde 1977. Além disto o outro novato RB Ezekiel Elliott quebrou único recorde de temporada de Tony Dorsett para o estreante de Dallas Cowboys. O QB novato Dak Prescott empatou um recorde de novato na NFL, mantido por Russell Wilson e Dan Marino, lançando vários touchdowns em 5 jogos seguidos. Além do recorde de mais passes sem uma interceptação de um calouro, recorde mantido até então por Tom Brady. Prescott quebrou outro recorde, sendo o jogador novato a ter o melhor rating da história da liga, com um QBR de 106,2.
Dallas terminou a temporada de 2016 com um recorde de 13-3, porém, em seu primeiro jogo de pós-temporada em casa, perderam para o Green Bay Packers, após um jogo que acabaria muito disputado. Até o último quarto, Dallas estava perdendo por 15 pontos de diferença, após três quartos muito ruins, entretanto, Dallas conseguiu empatar o jogo, mas faltando poucos segundos para acabar, Aaron Rodgers completou um passe fantástico que permitiria que Mason Crosby chutasse e ganhasse o jogo, eliminando os Cowboys no Divisional Round.
A temporada de 2017 foi a primeira temporada desde 2002 sem o quarterback Tony Romo, que se aposentou em 4 de abril após 14 temporadas com os Cowboys. A temporada também contou com o running back Ezekiel Elliott sendo suspenso por 6 jogos após violar a política de conduta da liga. A suspensão deveria começar no início do ano, mas foi adiada para novembro. Os Cowboys terminaram o ano com um recorde de 9-7 e não foram para os playoffs. Após a temporada, Dez Bryant foi dispensado após oito temporadas em Dallas e Jason Witten se aposentou após 15 temporadas, encerrando uma era.
A temporada de 2017 do Dallas Cowboys foi tema da terceira temporada da série de documentários esportivos da Amazon, "All or Nothing". A série é produzida pela NFL Films.

## Logos e uniformes

### Logos
O logotipo do Dallas Cowboys é uma estrela azul, representando o Texas como "O Estado da Estrela Solitária". É um dos logotipos de equipe mais conhecidos em esportes profissionais. A estrela azul era originalmente uma forma sólida até que uma linha branca e borda azul foi adicionada em 1964. O logotipo permaneceu o mesmo desde então.  

Logo antigo
Logo atual

### Capacetes
Os capacetes da equipe também possuem um prata exclusivo com um tom de azul conhecido como 'Metallic Silver Blue (PMS 8240 C)' e têm uma listra vertical azul / branco / azul colocada no centro da coroa. Os Cowboys também incluem um recurso único, sutil, na parte de trás do capacete: uma faixa azul de fita Dymo com o nome do jogador em relevo, colocado na parte branca da faixa na parte de trás do capacete.

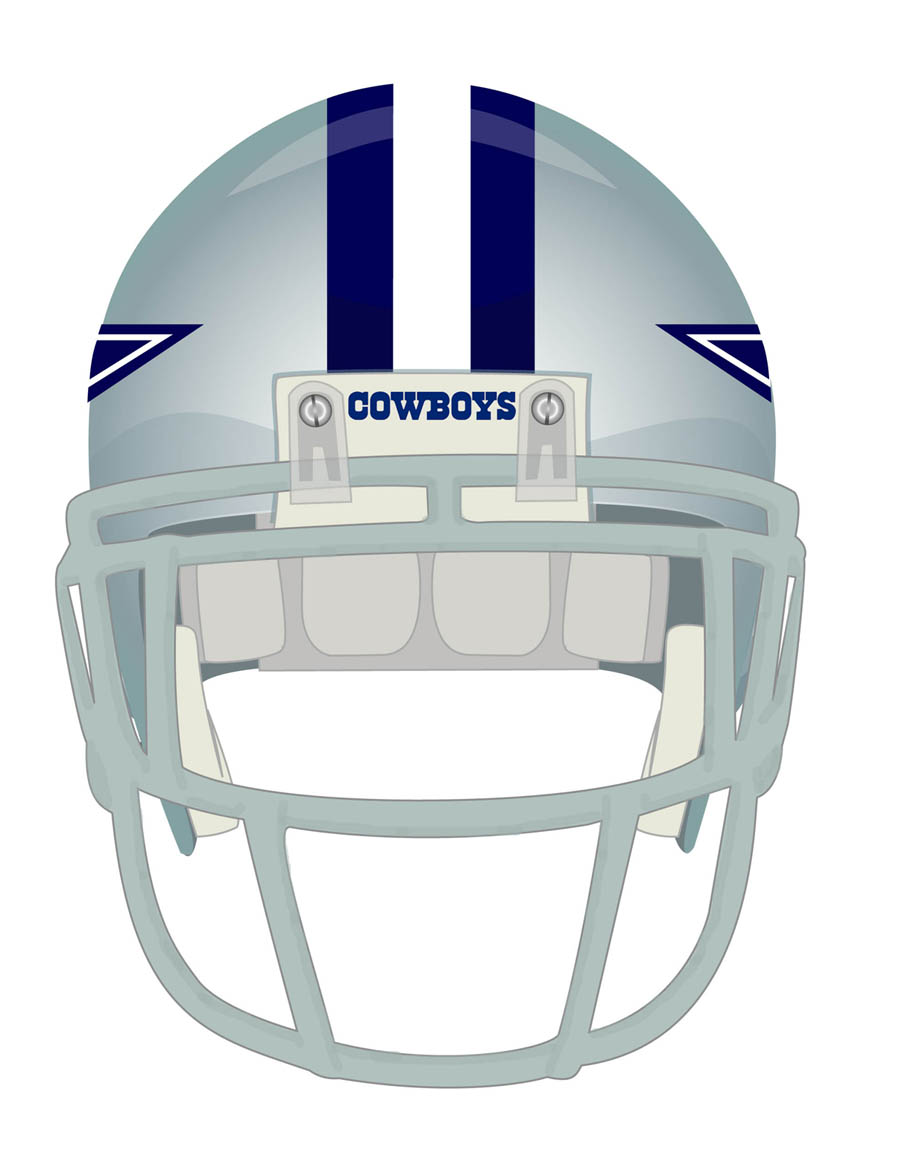
Vista frontal do capacete do Dallas Cowboys

### História do uniforme
Quando a franquia estreou em 1960, o uniforme da equipe incluía um capacete branco adornado com uma simples estrela azul e uma faixa azul-branco-azul pela coroa central. A equipe vestiu camisas azuis com mangas brancas e uma pequena estrela azul em cada ombro para jogos em casa e o oposto para os jogos fora. Suas meias também tinham duas listras brancas horizontais sobrepostas ao azul.

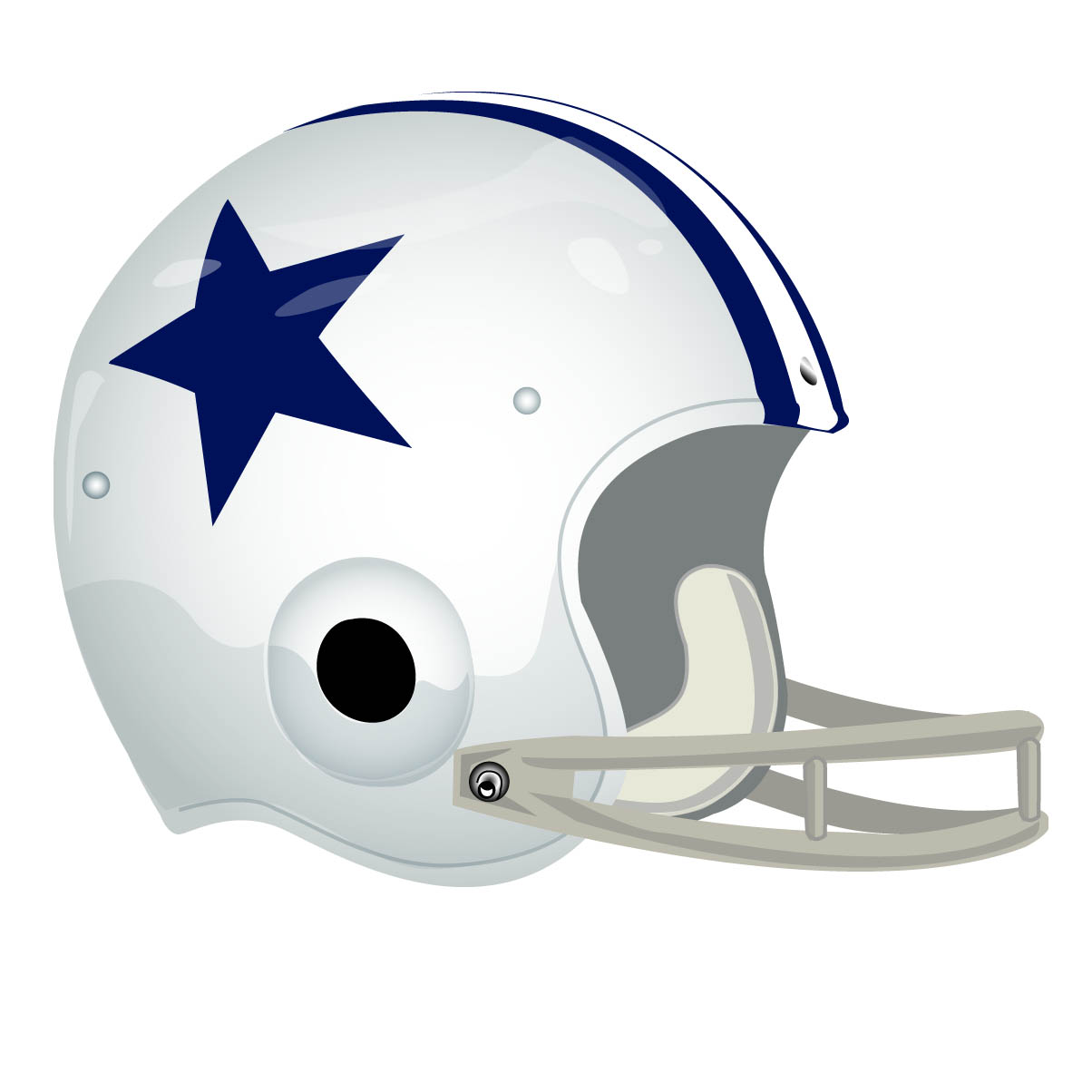
Capacete do Dallas Cowboys de 1960
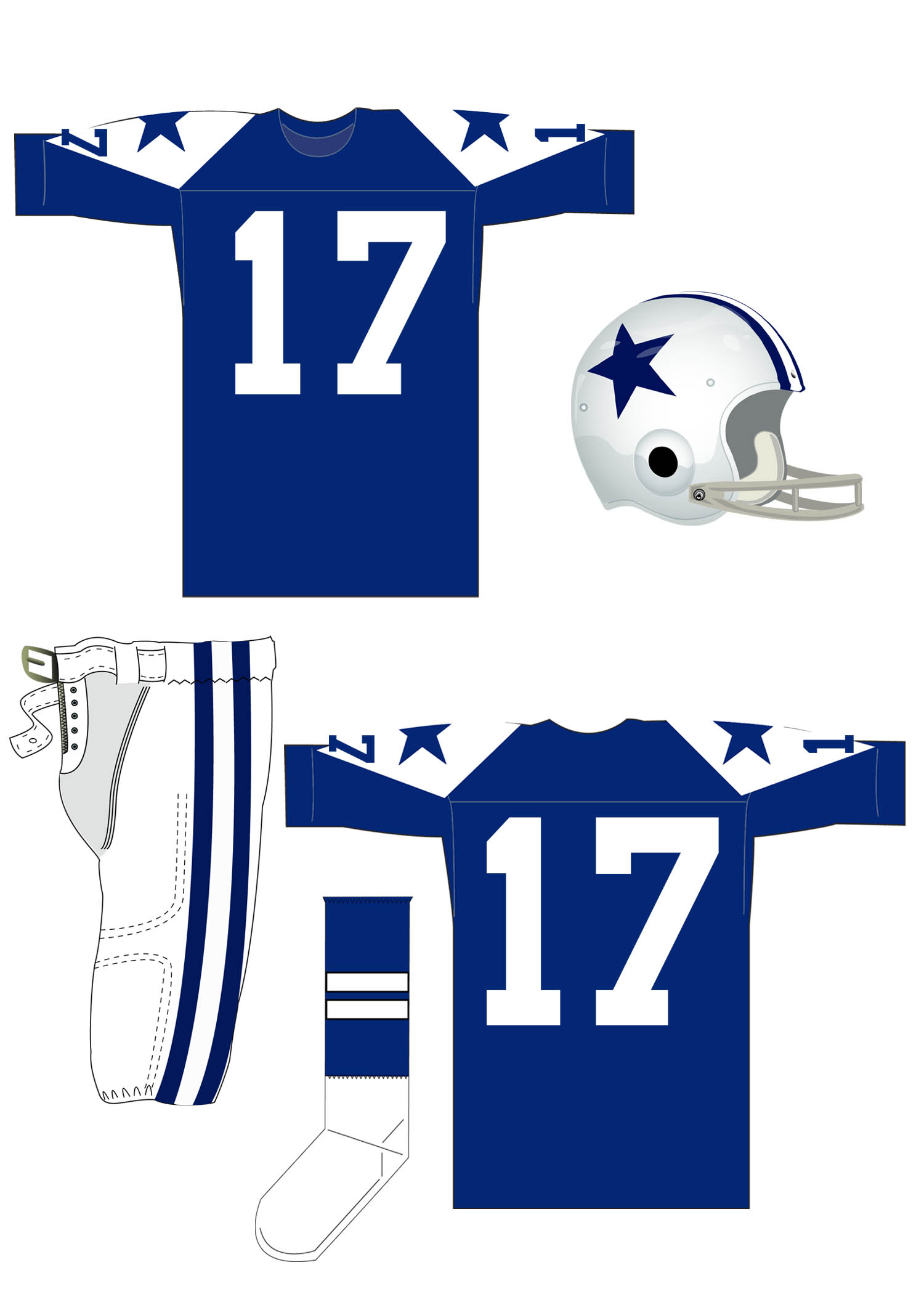
Uniforme azul do Dallas Cowboys de 1960
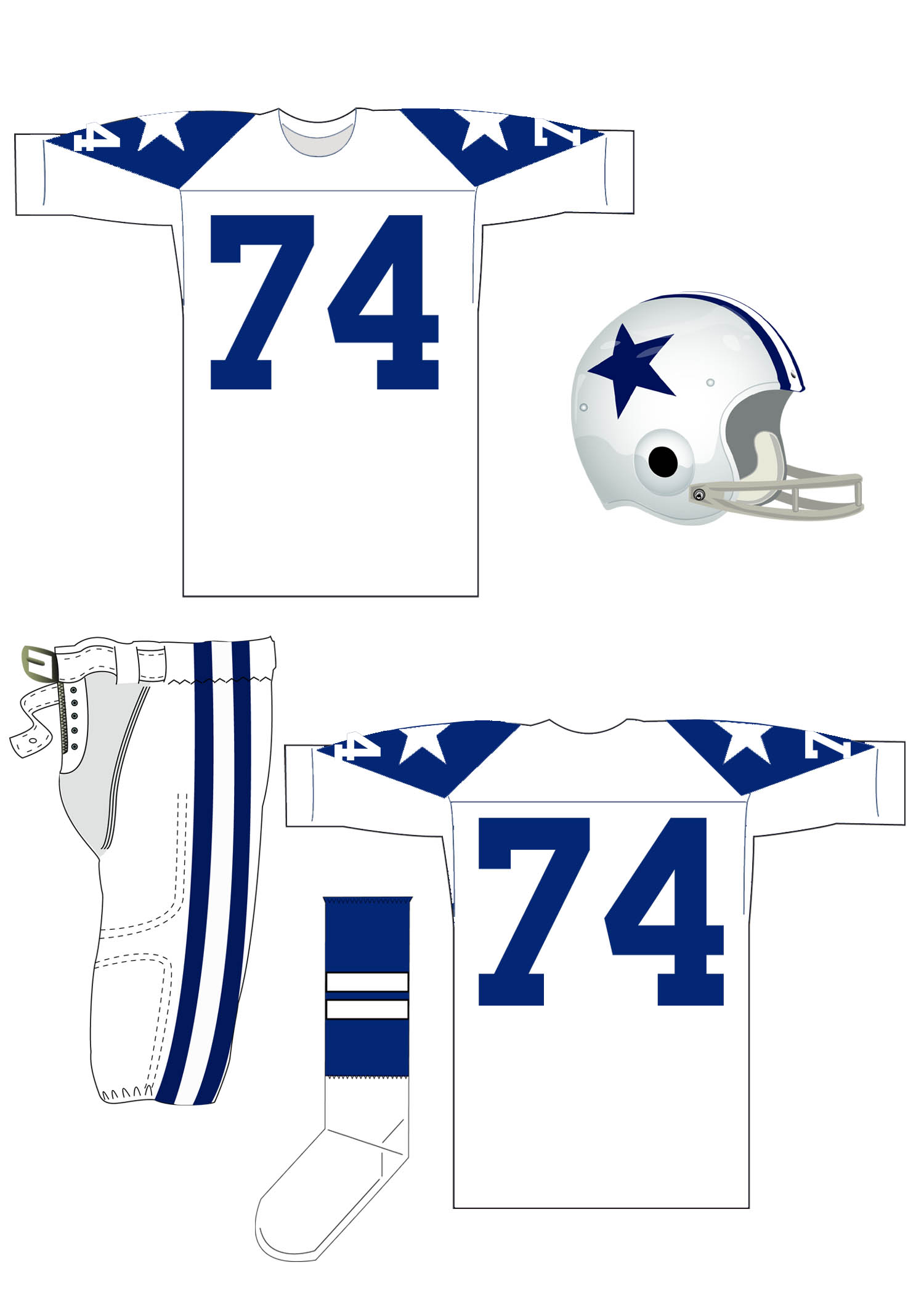
Uniforme branco do Dallas Cowboys de 1960

Em 1964, os Cowboys optaram por uma aparência mais simples (adotando essencialmente o uniforme atual da equipe), trocando a camisa / meia por uma cor sólida com três listras horizontais nas mangas; A camisa branca apresentava listras azuis-reais com uma estreita borda preta. O novo capacete era prateado, com uma 'tri-stripe' azul-branco-azul no centro (a faixa branca média era mais grossa). O logotipo azul da "estrela solitária" foi retido, mas com uma beira branca que ajusta-a fora do 'silverblue'. As novas calças eram azuis, com uma 'tri-stripe' azul-branco-azulada. Em 1964, a NFL permitiu que as equipes usassem camisas brancas em casa; Várias equipes fizeram isso e os Cowboys usaram branco em casa desde então, exceto em certos dias que usam uniformes especiais.
Em 1966, a equipe modificou as camisas, que agora possuíam somente duas listras, ligeiramente mais largas; As meias seguiram o mesmo padrão.

Em 1967, o decalque do capacete da "estrela solitária" adicionou um esboço azul à estrela branco-limitada, dando ao logotipo um olhar mais corajoso. O logotipo e esta versão do uniforme tem visto pouca mudança para o dia de hoje.

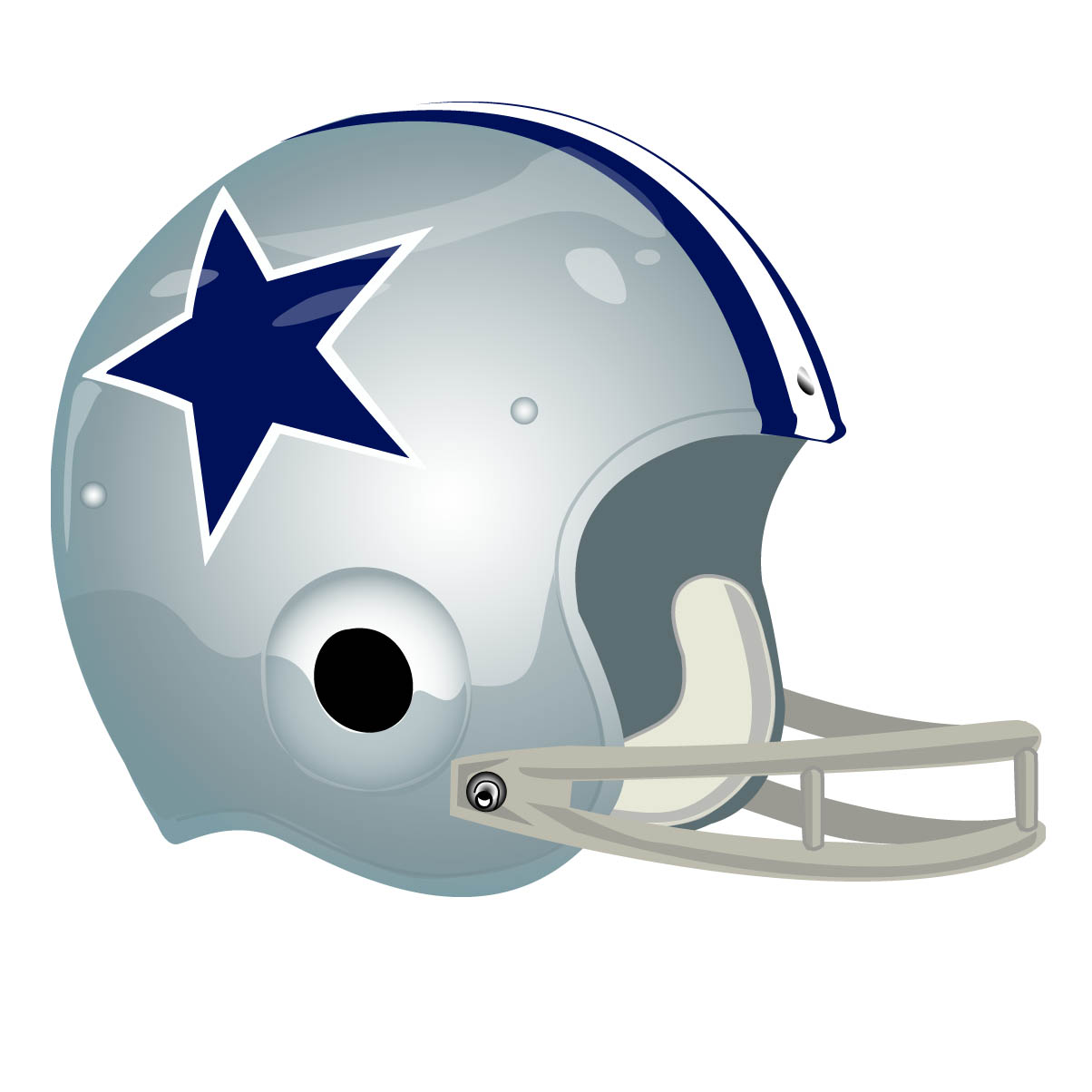
Capacete de 1964-1966
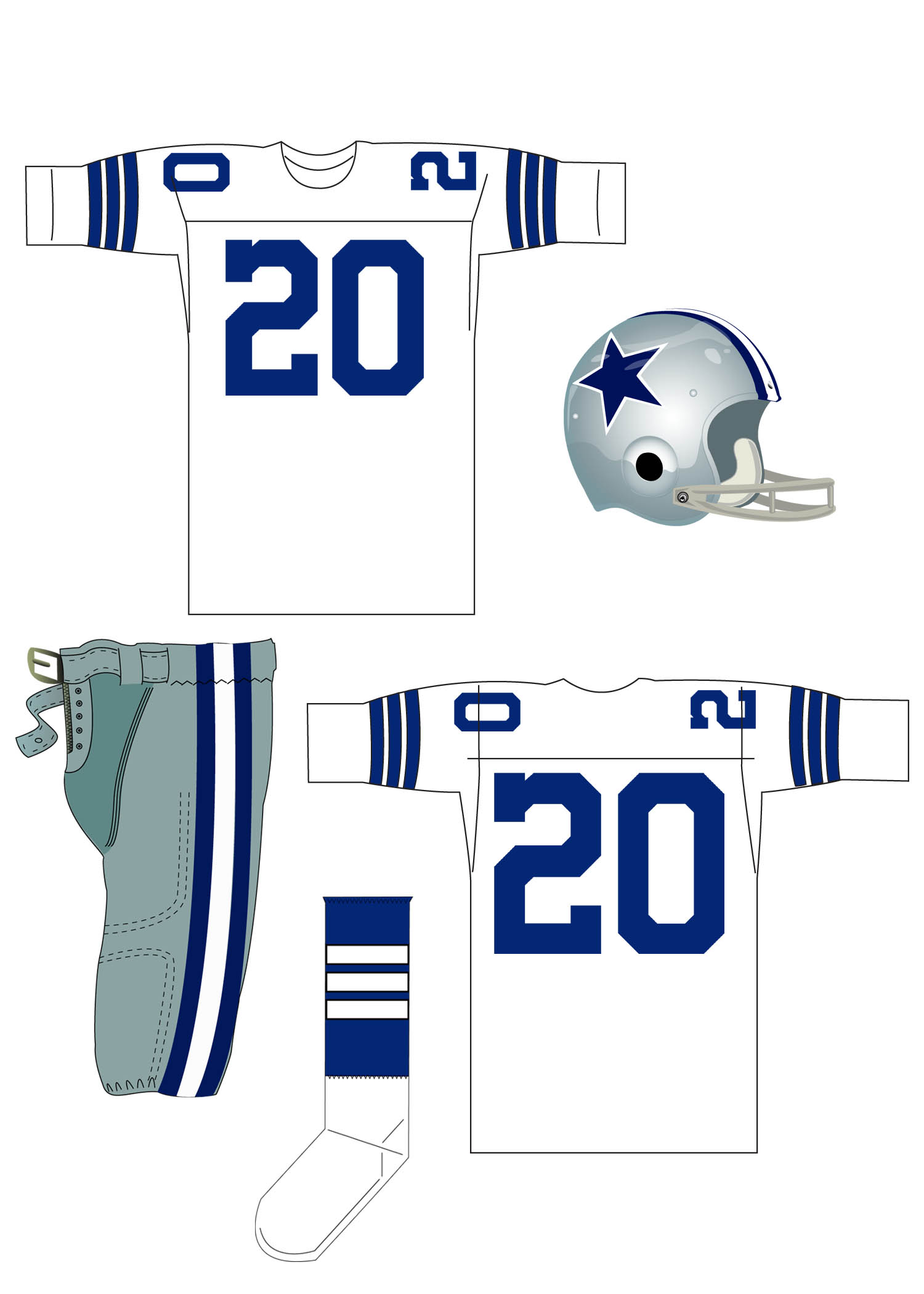
Uniforme branco casual
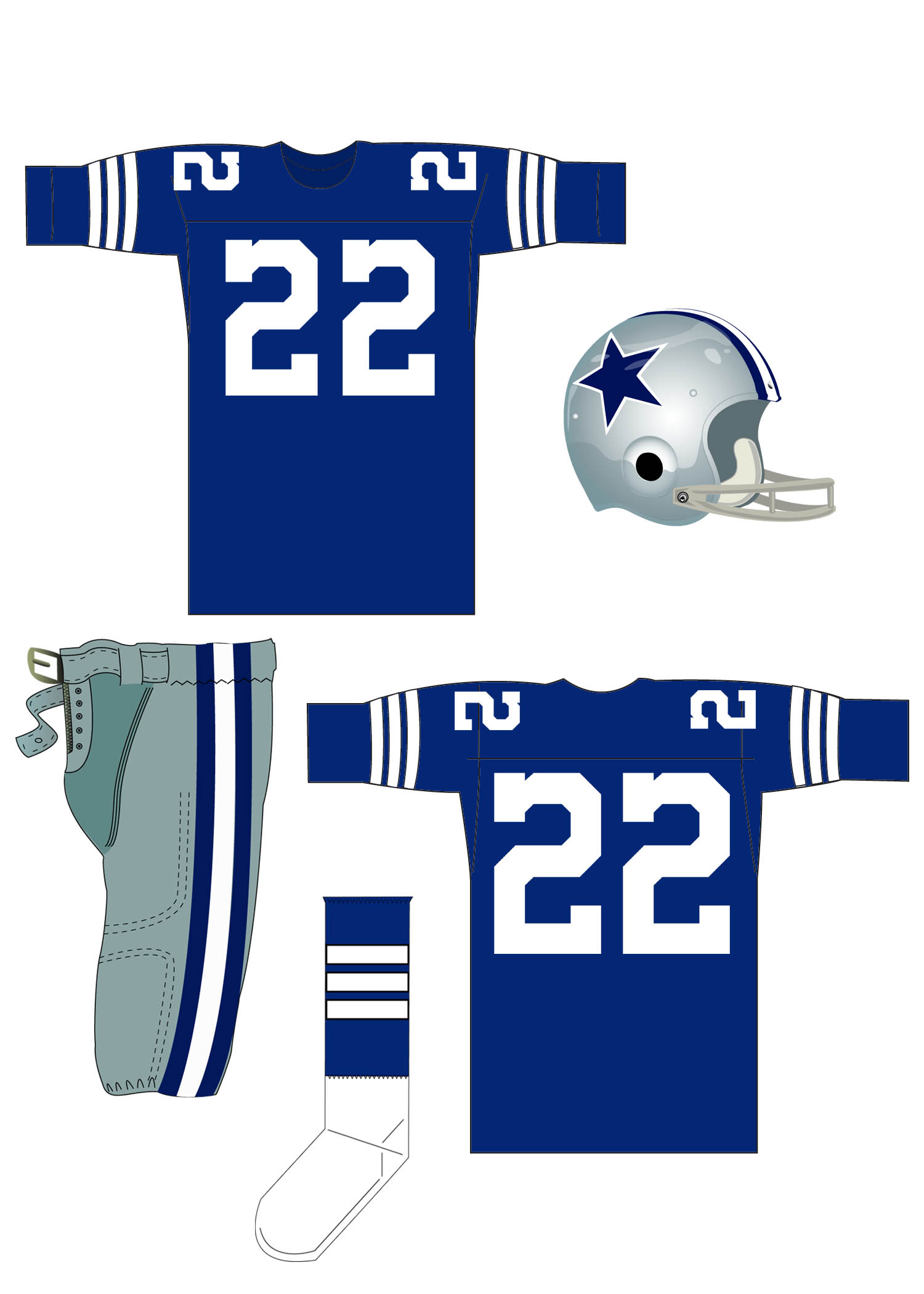
Uniforme azul alternativo

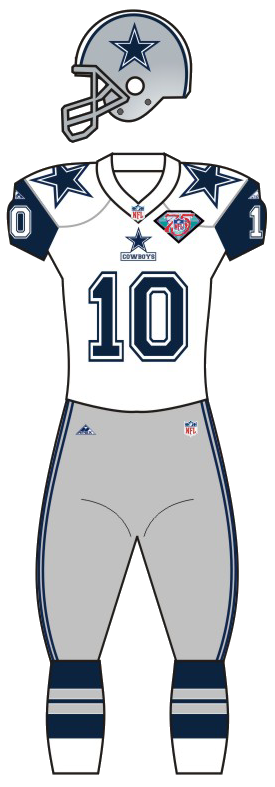
Uniforme "retrô" em homenagem ao 75º Aniversário da NFL em 1994.

As únicas mudanças notáveis nos últimos 40 anos foram:
- Em 1970-1973, os números foram movidos dos ombros para as mangas acima das listras
- A partir de 1982-1988, as calças apresentaram um número de uniforme branco em um círculo elíptico azul usado perto do quadril.
- A remoção dos serifas nos números no início dos anos 80 (visto atualmente na camisa retrô)
- Em 1980, a camisa azul foi alterada para ficar um pouco mais escura; De 1981 a 1994, as camisas escuras exibiam números cinza com bordas brancas e uma riscas azuis. As listras nas mangas e meias também usavam o mesmo cinza com esquema de borda branca.
- Os nomes dos jogadores nas costas, que apareceram em 1970, estavam originalmente em estilo de letra de bloco; A partir de 1982, os nomes foram ligeiramente menores e em pé.
- Em 1996, houve a adição da palavra "Cowboys" no centro que durou até 1998 na camisa branca, mas atualmente permanece na camisa azul.

Em 1994, a NFL comemorou seu 75º Aniversário e os Dallas Cowboys comemoraram seus títulos consecutivos de Super Bowl revelando uma camisa "Double-Star" branca no Dia de Ação de Graças. Esta camisa era para ser usada em ocasiões especiais e foi usada ao longo dos playoffs de 1994-1995. Durante a mesma temporada, os Cowboys também usavam sua camisa de 1960-63 com um capacete prata em um jogo como parte de uma política de "retrô" de toda a liga.

## Estádios

### Cotton Bowl

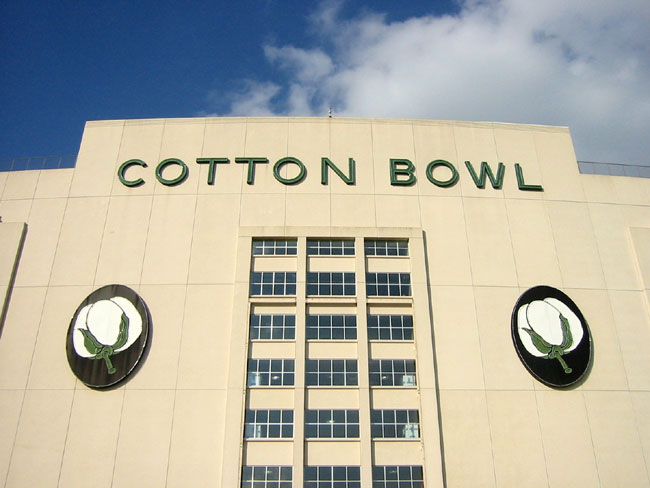
A entrada principal do Cotton Bowl.

O Cotton Bowl é um estádio inaugurado em 1932 ficando conhecido com “The House That Doak Built” (A casa que Doak construiu) devido às imensas multidões atraídas para o estádio pelo corredor formado pela Southern Methodist University (SMU), Doak Walker, durante sua carreira universitária em meados dos anos 1940.
Originalmente conhecido como “Fair Park Bowl”, o estádio está localizado em Fair Park,Texas. O Cotton Bowl foi por muito tempo o estádio onde o anual Cotton Bowl Classic acontecia, motivo pelo qual o estádio utiliza esse nome (A partir de 2010, o Cotton Bowl Classic passou a ser jogado no Cowboys Stadium, em Arlington).
O Dallas Cowboys o estádio – único estádio presente na cidade de Dallas - durante 11 anos, desde a inauguração do time em 1960, até 1971 quando se mudaram para o Texas Stadium.

### Texas Stadium

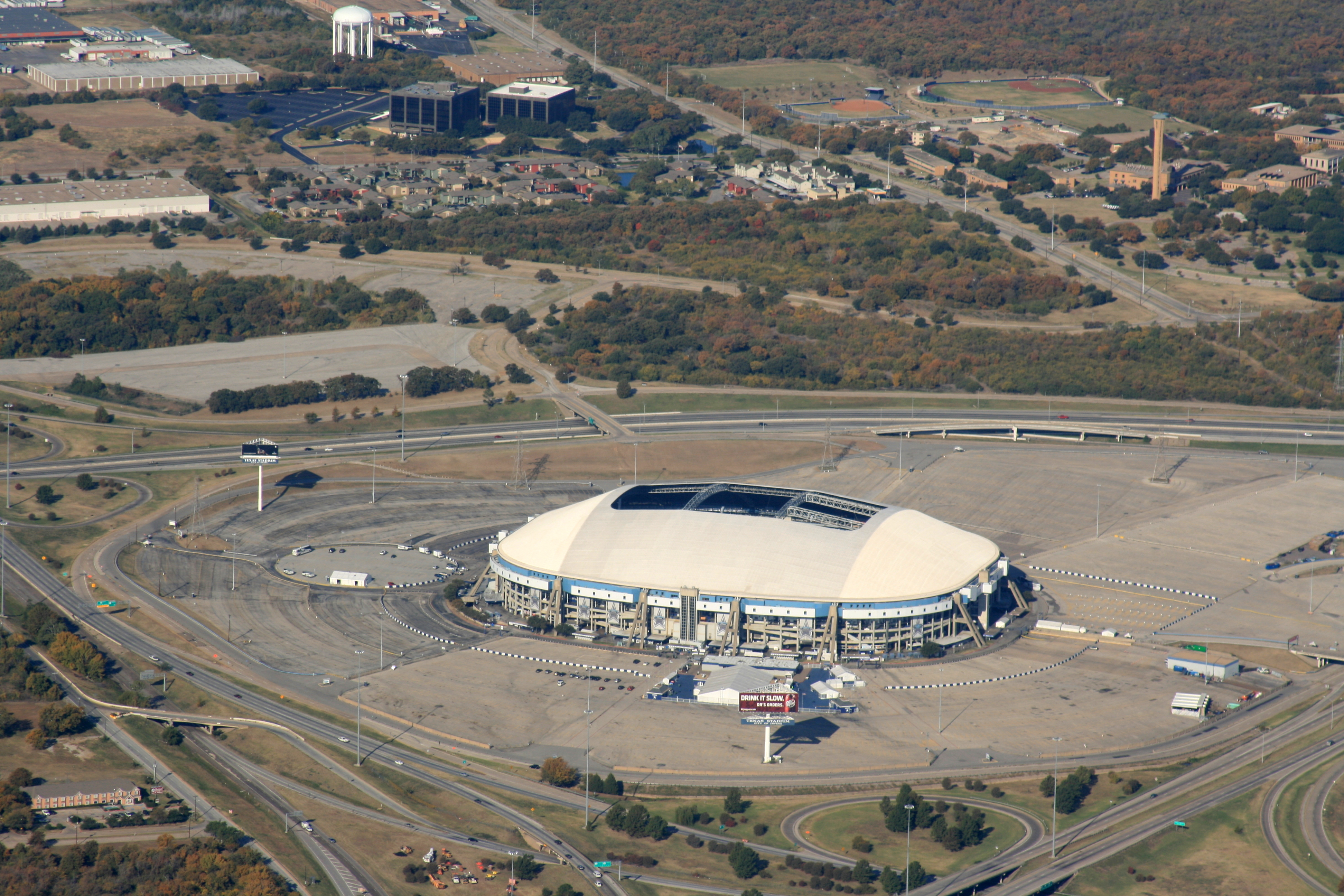
O exterior do Texas Stadium, antigo estádio do time, de 1971 a 2008.

Em grande parte da história da franquia, os Cowboys tiveram seus jogos em casa sediados no Texas Stadium. O estádio foi inaugurado em 24 de Outubro de 1971, localizado em Irving, Texas – fora da cidade de Dallas - com um custo total de 35 milhões de dólares e 65.675 de capacidade.
O estádio ficou famoso por seu teto com forma de abóboda, que em meados dos anos 2000 ficou gasto e teve de ser repintado no verão de 2006.
A última partida dos Cowboys no estádio foi uma derrota para o Baltimore Ravens por 33-24 em 20 de dezembro de 2008. Após a inauguração do Cowboys Stadium em 2009, os Cowboys passaram a utiliza-lo para seus jogos oficiais, portanto, o Texas Stadium ficou sob a responsabilidade da Cidade de Irving, que em 11 de Abril de 2010 o demoliu.

### AT&T Stadium

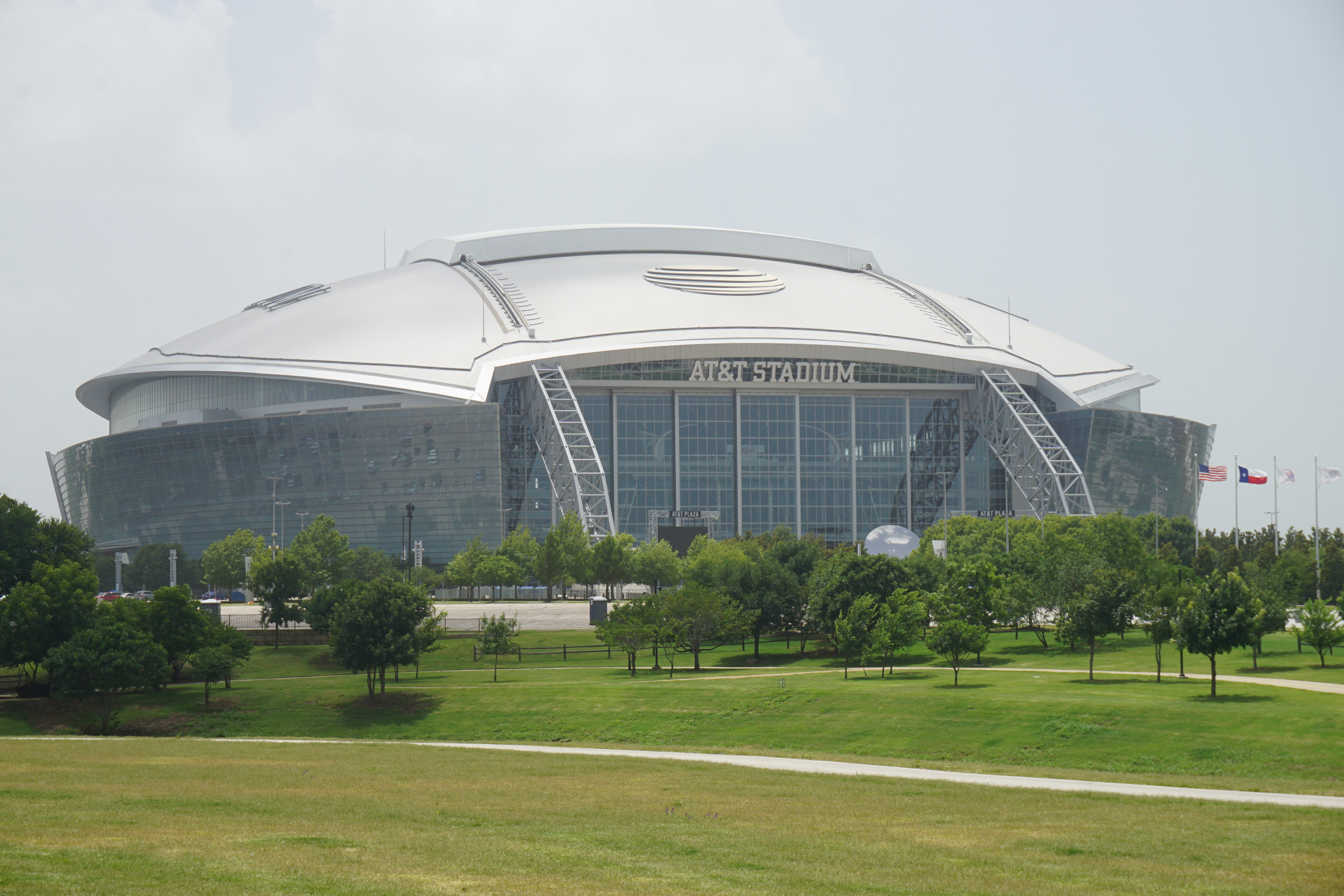
AT&T Stadium, o atual estádio dos Cowboys, onde eles mandam seus jogos desde 2009.

O AT&T Stadium, anteriormente chamado Cowboys Stadium, é um estádio coberto com teto retrátil em Arlington, Texas. Após fracasso das negociações para construir um novo estádio no lugar do Cotton Bowl, Jerry Jones, juntamente com a cidade de Arlington, financiou o estádio, a um custo de US $ 1,3 bilhões. O estádio está localizado em Tarrant County e pela primeira vez, os Cowboys tem um estádio fora do Condado de Dallas. As obras foram concluídas em 29 de maio de 2009 com 80.000 assentos, mas é expansível para acomodar até 100.000. O Cowboys Stadium é o maior estádio coberto do mundo.
Um dos destaques do AT & T Stadium é seu gigantesco telão de alta definição, pendurado no centro do estádio. Os 160 por 72 pés (49m por 22m), 11.520 metros quadrados ultrapassa os 8736 m² (812 m 2) da tela que abriu em 2009 no renovado Estádio Kauffman em Kansas City, Missouri como o maior do mundo.
O primeiro jogo da temporada regular da temporada de 2009 do AT&T foi contra o New York Giants com 105.121 pessoas no estádio. No entanto, os Cowboys perdeu nos segundos finais por 33-31.
Os Cowboys tiveram sua primeira vitória na temporada regular em casa no dia 28 de setembro de 2009, quando bateram o Carolina Panthers por 21-7 com 90.588 presentes. O jogo foi televisionado pela ESPN.

## Rivalidades
NFC East, composta pelos Cowboys, Philadelphia Eagles, Washington Redskins e New York Giants, é uma das divisões menos alteradas após a fusão NFL-AFL (suas únicas mudanças principais foram a deslocalização dos Cardinals de St. Louis para o Arizona e seu movimento subsequente para a NFC West no realinhamento da liga de 2002). Três das quatro equipes têm sido rivais de divisão desde a entrada dos Cowboys na NFL. Como tal, os vaqueiros têm algumas das rivalidades mais longas e mais ferozes do esporte.

### Washington Redskins
Os Redskins e os Dallas Cowboys possuem o que foi chamado pela Sports Illustrated de: "a maior rivalidade da NFL de todos os tempos e uma das maiores em todos os esportes".
Algumas fontes traçam que a inimizade vem de antes que os Cowboys se formassem, devido a uma longa discordância entre o dono dos Redskins, George Preston Marshall, e o fundador dos Cowboys, Clint Murchison Jr, pela criação de uma nova equipe de futebol no Sul, devido ao monopólio de TV de Preston naquela região.
A rivalidade em campo dos dois times remonta a 1960, quando os dois jogaram pela primeira vez, resultando em uma vitória de 26-14 de Washington. Desde aquela época, as duas equipes se reuniram em 100 jogos de temporada regular e duas finais de conferência. Dallas lidera a série de temporada regular por 76-48-2, e os Redskins lideraram a série de playoffs por 2-0. Os Cowboys atualmente têm uma vantagem de 13-5 sobre os Redskins no FedEx Field.
Alguns momentos notáveis na rivalidade incluem a vitória de Washington sobre Dallas na final de conferência de 1982 e a vitória de 1989 dos Cowboys sobre os Redskins para sua única vitória nessa temporada. O último jogo de Cowboys com Tom Landry como treinador foi uma vitória sobre Washington em 11 de dezembro de 1988. A partir de 2010, os Redskins têm lutado para competir consistentemente pelo título da Divisão, mas vencer os Cowboys ainda é particularmente difícil, apesar de uma vitória chocante e impressionante contra Dallas em 2014.

### Philadelphia Eagles
A competição contra Philadelphia tem sido particularmente intensa desde o final da década de 1970, quando os Eagles voltaram à disputa. Em janeiro de 1981, as duas equipes se enfrentaram na final de conferência da NFC, Philadelphia venceu por 20-7.
Uma série de outros fatores aumentaram as tensões durante os anos 80 e 90, incluindo várias ações provocativas dos fãs do Philadelphia e do treinador dos Eagles, Buddy Ryan. Entre estas ações está em 1989 o "Bounty Bowls", em que Ryan alegadamente colocou uma recompensa no kicker de Dallas, Luis Zendejas, e veteranos dos Eagles atiraram contra Cowboys bolas de neve e outros detritos. Um jogo de 1999 na Philadelphia, teve torcedores dos Eagles torcendo enquanto Michael Irvin estava imóvel e possivelmente paralisado no campo. Em 2008, a rivalidade tornou-se mais intensa quando no último jogo do ano em que ambas as equipes tinham possibilidade de conquistar um lugar nos playoffs, o Philadelphia Eagles derrotou os Cowboys por 44-6, conquistando sua vaga na pós-temporada. Na temporada seguinte, os Cowboys vingaram a derrota ao vencer os Eagles três vezes: duas vezes durante a temporada regular e mais uma vez em um jogo de playoff. O total de pontuação combinada desses três jogos foi 78-30, incluindo um 24-0 na semana 17. Essa varredura de três jogos de Dallas foi o primeiro sobre qualquer adversário e a maior vantagem de vitórias contra os Eagles desde 1992-1995, quando Dallas venceu sete partidas seguidas contra Philadelphia.
Durante a temporada de 2013, Dallas venceu o primeiro encontro no Lincoln Financial Field na Philadelphia por 17-3. Os times iriam se reunir novamente na Semana 17 no AT & T Stadium onde o vencedor iria conquistar o título da NFC East. Os Eagles venceram por 24-22 e terminaran a temporada dos Cowboys.
Dallas lidera a série de todos os tempos por 73-55.

### New York Giants
O primeiro jogo já jogado entre os Giants e os Cowboys foi um empate em 31-31 em 4 de dezembro de 1960. Dallas registrou sua primeira vitória na série em 29 de outubro de 1961 e Nova York teve sua primeira em 11 de novembro de 1962.
Entre os mais notáveis momentos na rivalidade, está a derrota de Dallas em 2007 nos playoffs, enquanto os Giants caminhavam para a sua vitória no Super Bowl XLII além de vencer seu primeiro jogo da temporada regular jogado no Cowboys Stadium em 2009.
Dallas atualmente lidera a série de todos os tempos por 73-47-2.

### Pittsburgh Steelers
As duas equipes se encontraram pela primeira vez, no primeiro jogo da temporada regular que os Cowboys jogaram em 1960 (uma derrota de 35-28 para os Steelers), além da primeira vitória na temporada regular para o Cowboys em 1961 e mais tarde se reuniram em três Super Bowls,
Os Steelers ganharam o Super Bowl X e o Super Bowl XIII; Ambos os jogos foram decididos nos segundos finais. Os Cowboys venceram o Super Bowl XXX em janeiro de 1996. Diz-se que a rivalidade foi alimentada na década de 1970 devido ao forte contraste das equipes: os Cowboys, sendo mais de uma equipe "chamativa" com o ataque aéreo de Roger Staubach; Enquanto os Steelers eram uma equipe com um forte jogo terrestre.
Dallas lidera a série de todos os tempos por 17-16, incluindo os playoffs.

### San Francisco 49ers
A amarga rivalidade entre os Dallas Cowboys e o San Francisco 49ers vem acontecendo desde a década de 1970. A lista de Top 10 da NFL classificou essa rivalidade como a décima melhor da história da NFL.
San Francisco jogou contra Dallas em sete jogos de pós-temporada. Os Cowboys derrotaram os 49ers nas finais de conferência da NFC de 1970 e 1971, e no Divisional de 1972. A final de conferência da NFC de 1981 em San Francisco, que viu o Joe Montana dos 49ers terminar a partida com um passe completado para Dwight Clark no minuto final (conhecido como "The Catch") é um dos jogos mais famosos na história de NFL.
A rivalidade tornou-se ainda mais intensa durante as temporadas 1992-1994. San Francisco e Dallas enfrentaram-se na final de conferência da NFC três vezes. Dallas venceu os dois primeiros jogos e San Francisco venceu o terceiro. Em cada um desses jogos decisivos, o vencedor do jogo venceu o Super Bowl. Tanto os Cowboys como os 49ers estão em segundo lugar com mais vitórias de Super Bowl (5) - atrás apenas de Pittsburgh Steelers (6). A rivalidade dos 49ers-Cowboys também é parte da rivalidade cultural entre a Califórnia e o Texas.
A série de todos os tempos está empatado com um recorde de 19-19-1.

## Centros de treinamento
Localização dos centros de treinamento do Dallas Cowboys durante sua história:
- 1960: Pacific University, Forest Grove, Oregon.
- 1961: St. Olaf College, Northfield, Minnesota.
- 1962: Northern Michigan College, Marquette, Michigan.
- 1963–1989: California Lutheran College, Thousand Oaks, California.
- 1990–1997: St. Edward's University, Austin, Texas.
- 1998–2002: Midwestern State University, Wichita Falls, Texas.
- 2001: River Ridge Sports Complex, Oxnard, California.
- 2002–2003: The Alamodome, San Antonio, Texas.
- 2004–2006: River Ridge Sports Complex, Oxnard, California
- 2007: The Alamodome, San Antonio, Texas
- 2008, 2012–2015: River Ridge Sports Complex, Oxnard, California
- 2009: The Alamodome, San Antonio, Texas
- 2010–2011: The Alamodome, San Antonio, Texas and River Ridge Sports Complex, Oxnard, California
- 2016–Atualmente: The Ford Center at The Star, Frisco, Texas

## Recordes

### Recordes em uma temporadas
Passando
- Jardas passadas: 4,903 – Tony Romo (2012)
- Passes para touchdowns: 36 – Tony Romo (2007)
- Passes completados: 425 – Tony Romo (2012)
- Passes tentados: 648 – Tony Romo (2012)
- Passe mais longo completo: 95 jardas – Don Meredith (1966)

Correndo
- Jardas terrestres: 1,845 – DeMarco Murray (2014)
- Corridas: 395 – DeMarco Murray (2014)
- Touchdowns terrestres: 25 – Emmitt Smith (1995)
- Mais longa corrida: 99 jardas – Tony Dorsett (1982)
- Jardas terrestres por jogo: 115.3 jardas – DeMarco Murray (2014)

Recebendo
- Recepções: 122 – CeeDee Lamb (2023)
- Jardas recebidas: 1,651 – CeeDee Lamb (2023)
- Touchdowns recebidos: 16 – Dez Bryant (2014)

Retornos
- Mais retornos de Punt: 54 – Gary Allen (1984) e James Jones (1980)
- Mais longo punt retornado: 98 jardas – Dennis Morgan (1974)
- Mais longo kickoff retornado: 102 jardas – Alexander Wright (1991)

Chutes
- Field goals: 34 – Richie Cunningham (1997)
- Extra Points convertidos: 59 – Rafael Septien (1980)
- Punts: 94 – Toby Gowin (2003)
- Jardas no Punt: 3,665 – Toby Gowin (2003)

### Recordes na carreira
- Jardas passadas: 34,183 - Tony Romo (2004–2016)
- Passes para touchdowns: 248 - Tony Romo (2004–2016)
- Jardas terrestres: 17,162 - Emmitt Smith (1990–2002)
- Touchdowns terrestres: 153 - Emmitt Smith (1990–2002)
- Recepções: 1,152 - Jason Witten (2003–2017)
- Jardas recebidas: 12,448 - Jason Witten (2003–2017)
- Passes interceptados: 52 - Mel Renfro (1964–1977)
- Field goals: 186 - Dan Bailey (2011–2017)
- Pontos: 986 - Emmitt Smith (1990–2002)
- Total touchdowns: 164 - Emmitt Smith (1990–2002)
- Média de retorno de punt: 62,0 - Micheal Spurlock (2013)
- Média de retorno de Kickoff: 56,0 - Gordon Banks (1985-1987)
- Sacks: 117.0 - DeMarcus Ware (2005–2013)
- Tackles: 813 - Darren Woodson (1992–2003)
- Vitórias (treinador): 250 - Tom Landry (1960-1988)

## Jogadores

### Jogadores no Hall da Fama
Estes são os jogadores e funcionários que em alguma parte da sua carreira contribuíram com o Dallas Cowboys e agora fazem parte do 'Hall of Fame" da NFL.
| Jogadores/Funcionários do Dallas Cowboys no Hall da Fama |                 |               |           |          |
| Número                                                   | Nome            | Posição       | Temporada | Indicado |
| 79                                                       | Forrest Gregg   | OT            | 1971      | 1977     |
| 19                                                       | Lance Alworth   | WR            | 1971–1972 | 1978     |
| 74                                                       | Bob Lilly       | DT            | 1961–1974 | 1980     |
| 26                                                       | Herb Adderley   | CB            | 1970–1972 | 1981     |
| 12                                                       | Roger Staubach  | QB            | 1969–1979 | 1985     |
| 89                                                       | Mike Ditka      | TE            | 1969–1972 | 1988     |
| —                                                        | Tom Landry      | Treinador     | 1960–1988 | 1990     |
| —                                                        | Tex Schramm     | Presidente/GM | 1960–1989 | 1991     |
| 33                                                       | Tony Dorsett    | RB            | 1977–1987 | 1994     |
| 81                                                       | Jackie Smith    | TE            | 1978      | 1994     |
| 54                                                       | Randy White     | DT, LB        | 1975–1988 | 1994     |
| 20                                                       | Mel Renfro      | CB            | 1964–1977 | 1996     |
| 25                                                       | Tommy McDonald  | WR            | 1964      | 1998     |
| 8                                                        | Troy Aikman     | QB            | 1989–2000 | 2006     |
| 70                                                       | Rayfield Wright | OT            | 1967–1979 | 2006     |
| 88                                                       | Michael Irvin   | WR            | 1988–1999 | 2007     |
| 22                                                       | Bob Hayes       | WR            | 1965–1974 | 2009     |
| 22                                                       | Emmitt Smith    | RB            | 1990–2002 | 2010     |
| 21                                                       | Deion Sanders   | CB            | 1995–1999 | 2011     |
| 73                                                       | Larry Allen     | G             | 1994–2005 | 2013     |
| —                                                        | Bill Parcells   | Treinador     | 2003–2006 | 2013     |
| 94                                                       | Charles Haley   | DE            | 1992–1996 | 2015     |

### MVPs de Super Bowl
Apesar de estar empatado com o San Francisco 49ers em segundo lugar com o maior número de títulos de Super Bowl, atrás apenas do Pittsburgh Steelers e New England Patriots, com 6 cada. Dallas tem, exclusivamente o maior número de jogadores vencedores de MVP do Super Bowl (7).
| Vencedores do prêmio MVP do Super Bowl |                |         |
| SB                                     | Jogador        | Posição |
| V                                      | Chuck Howley   | LB      |
| VI                                     | Roger Staubach | QB      |
| XII                                    | Randy White    | DT      |
| XII                                    | Harvey Martin  | DE      |
| XXVII                                  | Troy Aikman    | QB      |
| XXVIII                                 | Emmitt Smith   | RB      |
| XXX                                    | Larry Brown    | CB      |

## Rádio e televisão
A partir de 2010, a principal emissora de rádio dos Cowboys é a KRLD-FM. Brad Sham é o narrador e o ex-quarterback dos Cowboy, Babe Laufenberg é o comentarista. A estação âncora é a KTVT, a estação de propriedade e operação da CBS em Dallas.
Durante seu mandato como técnico dos Cowboys, Tom Landry co-organizou o show de seu próprio técnico com o ex-veterano esportivo Frank Glieber e depois com Brad Sham. O show de Landry era famoso por sua análise da filmagem bruta do jogo e por ele e seu co-anfitrião fazendo suas "previsões" da NFL no final de cada show. Glieber é uma das vozes originais da Rede de Rádio Cowboys, junto com Bill Mercer, famoso por chamar o Ice Bowl de 1967 e os dois Super Bowl V e VI. Mercer é talvez mais conhecido como comentarista do ringue do World Class Championship Wrestling nos anos 80. Após a saída da Mercer, Verne Lundquist entrou para a rede e tornou-se seu apresentador em 1977, ocupando oito anos nessa função antes de entregar essas tarefas permanentemente a Brad Sham, que entrou para a rede em 1977 como analista de cores e ocasionalmente preenchimento para Lundquist.
Dave Garrett atuou como locutor de videogame dos Cowboys de 1995 a 97, quando Brad Sham deixou o time e se juntou ao time de rádios do Texas Rangers, além de transmitir o Sunday Night Football no Westwood One.
Buscando expandir seu escopo de transmissão de rádio nacionalmente, os Cowboys iniciaram uma parceria de cinco anos com a Compass Media Networks em 2 de fevereiro de 2011. O resultado foi a America's Team Radio Network, um suplemento da rede regional da franquia. Começando com a temporada de 2011, Kevin Burkhardt e Danny White lidaram com as transmissões, com Jerry Recco como apresentador do estúdio.